# شارلوت کریگ
شارلوت رز کریگ (انگلیسی: Charlotte Rose Craig؛ متولد ۲ فوریه ۱۹۹۱ در ریورساید، کالیفرنیا) عضوی از تیم المپیک تابستانی ۲۰۰۸ ایالات متحده آمریکا است که در وزن ۴۹ کیلوگرم، در تکواندو رقابت کرد.